# Macromitrium ferriei
Macromitrium ferriei är en bladmossart som beskrevs av Jules Cardot och Thériot 1908. Macromitrium ferriei ingår i släktet Macromitrium och familjen Orthotrichaceae. Inga underarter finns listade i Catalogue of Life.